# Columbia (Dakota du Sud)
Pour les articles homonymes, voir Columbia.
Columbia est une ville américaine située dans le comté de Brown, dans l'État du Dakota du Sud. Selon le recensement de 2010, elle compte 136 habitants. La municipalité s'étend sur 1,52 milles carrés (3,94 km2).
La ville est fondée en 1879 sous le nom de Richmond. Puisqu'une autre localité du territoire du Dakota portait ce nom, elle prend le nom de Columbia.

## Démographie
| 1880 | 1890 | 1900 | 1910 | 1920 | 1930 |
| ---- | ---- | ---- | ---- | ---- | ---- |
| 133  | 400  | 143  | 235  | 327  | 251  |

| 1940 | 1950 | 1960 | 1970 | 1980 | 1990 |
| ---- | ---- | ---- | ---- | ---- | ---- |
| 275  | 270  | 272  | 240  | 161  | 133  |

| 2000 | 2010 | - | - | - | - |
| ---- | ---- | - | - | - | - |
| 140  | 136  | - | - | - | - |